# 移剌履
移剌履（1131年—1191年），也作耶律履，字履道。契丹族，辽朝东丹王耶律倍七世孙，移剌聿鲁之子。金朝大臣，金章宗时尚书右丞。过继给兴平军节度使移剌德元为子嗣。

## 生平
移剌履小时候颖悟聪明，成年后，博学多艺，善写文章。初举进士。荫补为承奉班祗侯。因为通契丹大字、契丹小字，征召到国史院书写。金世宗兴儒术，诏译经史，移剌履奉诏以契丹小字译唐史，擢升为国史院编修官，兼笔砚直长。以女真字译汉文，选贵胄就学。朝廷以时务策设女真进士科，礼部有疑义，他上书议定女真诸生以试策及第者都可以称为进士，事行。他认为魏征那样嘉谋忠节之士，历代都有，劝世宗广开谏诤之言路，提倡孝道，以为治本。大定十五年（1175年）授应奉翰林文字，转任修撰。大定二十一年（1181年），转礼部员外郎。大定二十五年（1185年），担任高丽生日使。大定二十六年（1186年），为皇太孙完颜璟解经，进礼部郎中，兼同修国史、翰林修撰。上表进宋司马光《古文孝经指解》，因病转任蓟州（今天津蓟州区）刺史，召为翰林待制，同修国史。大定二十七年（1187年），为礼部侍郎，兼翰林直学士。他精于历算书绘事，因为《大明历》误差较大，于是编成《乙未历》上奏。任上，送给学士院五十万钱资助学业。大定二十九年（1189年），金章宗即位，进礼部尚书。七月拜参知政事，提举刊修《辽史》。明昌元年（1190年），进为尚书右丞，明昌二年（1191年）六月，移剌履去世，谥号文献。有三子：长子：耶律辨才，中京兵马副都指挥使，武庙署令；次子：耶律善才，都水监使；三子：耶律楚材，元朝中书令。

## 延伸阅读
[在维基数据编辑]
 《金史·卷95》，出自脱脱《遼史》